# Malik Monk
Pour les articles homonymes, voir Monk (homonymie).
Malik Ahmad Monk, né le 4 février 1998 à Jonesboro dans l'Arkansas, est un joueur américain de basket-ball qui évolue au poste d'arrière.

## Biographie

### Lycée
Malik va au lycée de Bentonville dans l'Arkansas où il tourne à 28 points de moyenne. Il affronte à cette époque l'équipe d'Austin Reaves, futur joueur des Lakers de Los Angeles.

### Carrière universitaire
Malik Monk intègre l'université du Kentucky le 18 novembre 2015.
Le 17 décembre 2016, il inscrit 47 points face aux Tar Heels de Caroline du Nord, et établit donc un nouveau record de points marqués par une première année aux Wildcats du Kentucky.
Avec les Wildcats du Kentucky, il atteint la finale régionale de la March Madness 2017 où les Wildcats échoueront aux portes du Final Four face au futur vainqueur du tournoi, les Tar Heels de Caroline du Nord.
Après seulement une saison universitaire écoulée, il se déclare candidat à la draft 2017 de la NBA.

### Carrière professionnelle

#### Hornets de Charlotte (2017-2021)
Le 22 juin 2017, il est choisi en 11e position par les Hornets de Charlotte.
Le 26 décembre 2017, il est envoyé chez le Swarm de Greensboro, l'équipe de G-League affiliée aux Hornets. Le lendemain, il retourne dans l'effectif des Hornets.
En février 2020, Monk est suspendu indéfiniment pour avoir enfreint les règles du programme anti-drogue de la NBA. Sa suspension est levée en juin.

#### Lakers de Los Angeles (2021-2022)
Agent libre à l'été 2021, Malik Monk signe avec les Lakers de Los Angeles.

#### Kings de Sacramento (depuis 2022)
Malik Monk signe un contrat de 19 millions de dollars sur deux ans avec les Kings de Sacramento lors du marché des agents libres.
En avril 2024, Monk est devancé de peu par Naz Reid pour l'obtention du trophée de Sixth Man of the Year Award (meilleur remplaçant).

## Statistiques

### Universitaires
| Saison    | Équipe   | Matchs | Titul. | Min./m | % Tir | % 3pts | % LF | Rbds/m. | Pass/m. | Int/m. | Ctr/m. | Pts/m. |
| --------- | -------- | ------ | ------ | ------ | ----- | ------ | ---- | ------- | ------- | ------ | ------ | ------ |
| 2016-2017 | Kentucky | 38     | 37     | 32,1   | 45,0  | 39,7   | 82,2 | 2,50    | 2,29    | 0,95   | 0,50   | 19,84  |
| Total     | Total    | 38     | 37     | 32,1   | 45,0  | 39,7   | 82,2 | 2,50    | 2,29    | 0,95   | 0,50   | 19,84  |

### Professionnelles

#### Saison régulière
| Saison    | Équipe      | Matchs | Titul. | Min./m | % Tir | % 3pts | % LF | Rbds/m. | Pass/m. | Int/m. | Ctr/m. | Pts/m. |
| --------- | ----------- | ------ | ------ | ------ | ----- | ------ | ---- | ------- | ------- | ------ | ------ | ------ |
| 2017-2018 | Charlotte   | 63     | 0      | 13,5   | 36,0  | 34,2   | 84,2 | 1,05    | 1,44    | 0,32   | 0,14   | 6,68   |
| 2018-2019 | Charlotte   | 73     | 0      | 17,2   | 38,7  | 33,0   | 88,2 | 1,88    | 1,60    | 0,51   | 0,26   | 8,95   |
| 2019-2020 | Charlotte   | 55     | 1      | 21,3   | 43,4  | 28,4   | 82,0 | 2,85    | 2,07    | 0,45   | 0,29   | 10,25  |
| 2020-2021 | Charlotte   | 42     | 0      | 20,9   | 43,4  | 40,1   | 81,9 | 2,40    | 2,07    | 0,45   | 0,09   | 11,66  |
| 2021-2022 | L.A. Lakers | 76     | 37     | 28,1   | 47,3  | 39,1   | 79,5 | 3,37    | 2,87    | 0,80   | 0,38   | 13,79  |
| 2022-2023 | Sacramento  | 77     | 0      | 22,3   | 44,8  | 35,9   | 88,9 | 2,64    | 3,87    | 0,64   | 0,26   | 13,52  |
| 2023-2024 | Sacramento  | 72     | 0      | 26,0   | 44,3  | 35,0   | 82,9 | 2,94    | 5,14    | 0,62   | 0,54   | 15,42  |
| Total     | Total       | 458    | 38     | 21,6   | 43,3  | 35,5   | 84,4 | 2,47    | 2,83    | 0,56   | 0,30   | 11,63  |

Mise à jour le 1er juillet 2024

#### Playoffs
| Saison | Équipe     | Matchs | Titul. | Min./m | % Tir | % 3pts | % LF | Rbds/m. | Pass/m. | Int/m. | Ctr/m. | Pts/m. |
| ------ | ---------- | ------ | ------ | ------ | ----- | ------ | ---- | ------- | ------- | ------ | ------ | ------ |
| 2023   | Sacramento | 7      | 0      | 29,3   | 40,9  | 33,3   | 89,8 | 5,43    | 3,57    | 0,71   | 0,43   | 19,00  |
| Total  | Total      | 7      | 0      | 29,3   | 40,9  | 33,3   | 89,8 | 5,43    | 3,57    | 0,71   | 0,43   | 19,00  |

Mise à jour le 1er juillet 2024

## Records sur une rencontre en NBA
Les records personnels de Malik Monk en NBA sont les suivants, :
| Type de statistique        | Saison régulière | Saison régulière            | Saison régulière | Playoffs | Playoffs                   | Playoffs      |
| Type de statistique        | Record           | Adversaire                  | Date             | Record   | Adversaire                 | Date          |
| -------------------------- | ---------------- | --------------------------- | ---------------- | -------- | -------------------------- | ------------- |
| Points                     | 45               | @ Clippers de Los Angeles   | 24 février 2023  | 32       | Warriors de Golden State   | 15 avril 2023 |
| Paniers marqués            | 16               | @ Timberwolves de Minnesota | 1er mars 2024    | 8        | 2 fois                     | 2 fois        |
| Paniers tentés             | 29               | @ Timberwolves de Minnesota | 1er mars 2024    | 15       | Warriors de Golden State   | 17 avril 2023 |
| Paniers à 3 points réussis | 9                | @ Heat de Miami             | 1er février 2021 | 3        | 2 fois                     | 2 fois        |
| Paniers à 3 points tentés  | 15               | @ Trail Blazers de Portland | 29 novembre 2024 | 8        | Warriors de Golden State   | 30 avril 2023 |
| Lancers francs réussis     | 15               | Trail Blazers de Portland   | 8 novembre 2023  | 14       | Warriors de Golden State   | 15 avril 2023 |
| Lancers francs tentés      | 19               | Trail Blazers de Portland   | 8 novembre 2023  | 14       | Warriors de Golden State   | 15 avril 2023 |
| Rebonds offensifs          | 3                | 2 fois                      | 2 fois           | 2        | Warriors de Golden State   | 30 avril 2023 |
| Rebonds défensifs          | 10               | @ Hawks d'Atlanta           | 30 janvier 2022  | 7        | 2 fois                     | 2 fois        |
| Rebonds totaux             | 10               | 2 fois                      | 2 fois           | 9        | Warriors de Golden State   | 30 avril 2023 |
| Passes décisives           | 12               | 2 fois                      | 2 fois           | 5        | @ Warriors de Golden State | 23 avril 2023 |
| Interceptions              | 3                | 6 fois                      | 6 fois           | 2        | 2 fois                     | 2 fois        |
| Contres                    | 3                | 3 fois                      | 3 fois           | 2        | @ Warriors de Golden State | 28 avril 2023 |
| Balles perdues             | 6                | Spurs de San Antonio        | 7 mars 2024      | 4        | @ Warriors de Golden State | 28 avril 2023 |
| Minutes jouées             | 46               | Magic d'Orlando             | 3 janvier 2024   | 32       | @ Warriors de Golden State | 28 avril 2023 |

- Double-double : 8
- Triple-double : 0

Dernière mise à jour : 24 février 2025

## Salaires
| Année       | Équipe      | Salaire      |
| ----------- | ----------- | ------------ |
| 2017-2018   | Charlotte   | 2 904 480 $  |
| 2018-2019   | Charlotte   | 3 447 480 $  |
| 2019-2020   | Charlotte   | 4 028 400 $  |
| 2020-2021   | Charlotte   | 5 345 687 $  |
| 2021-2022   | L.A. Lakers | 1 789 256 $  |
| 2022-2023   | Sacramento  | 9 472 219 $  |
| 2023-2024   | Sacramento  | 9 945 830 $  |
| Total Gains | Total Gains | 26 987 522 $ |
| 2024-2025   | Sacramento  | 17 405 203 $ |
| 2025-2026   | Sacramento  | 18 797 619 $ |
| 2026-2027   | Sacramento  | 20 190 035 $ |
| 2027-2028   | Sacramento  | 21 582 451 $ |